# Бэйкер, Джоби
Джозеф «Джоби» Бейкер (англ. Joby Baker, род. 26 марта 1934, Монреаль, Квебек) — канадский актёр и художник.

## Карьера
Бейкер родился в Монреале (Квебек). Раннюю роль в его карьере можно увидеть в эпизоде шоу Джорджа Бернса и Грейси Аллен «Ронни записывает пластинку», где он был выбран в качестве вокалиста студии звукозаписи. В начале 1960-х годов он появлялся в качестве гостя во многих телесериалах. В 1962 году он появился в сериале «Перри Мейсон» в роли Кеннета Картера в фильме «Дело о поддельных книгах». Он также появился в качестве персонажа в первом сезоне сериала Combat как рядовой Келли. Другие роли в телесериалах включали «Час Альфреда Хичкока», «Доктор Килдэр» и «Шоу Дика Ван Дайка». В 1960 году он снялся вместе с Джеком Леммоном и Рики Нельсоном в фильме «Самый дурацкий корабль в армии». Он появился в фильме Элвиса Пресли «Счастлив с девушкой» (1965), а также во всех трех фильмах Гиджета.
В 1967 году Бейкер получил роль странствующего фокусника доктора Уильяма Дэвиса в сериале «Дни в Долине Смерти», ведущим которого был Роберт Тейлор. Джуди Мередит сыграла его жену Дженни, смерть которой заставляет его взять приемного сына Тэда.
Он долго сотрудничал со студией Уолта Диснея, снялся в «Приключения Кнута Гриффина» (1966), «Призрак Чёрной Бороды» (1968) и «Суперпапа» (1974). В 1967-68 годах у него была главная роль в сериале «Доброе утро, мир», недолговечном ситкоме о паре диск-жокеев по имени Льюис и Кларк. За этим последовала череда характерных ролей, включая появление в комедии «Прикосновение изящества» и роль полковника Марвина в ситкоме 1980 года «Шесть часов безумия».
Иллюстрировал Сборник песен Дори Превин, изданный в 1995 году. Он выставлялся как художник-абстракционист в крупнейших художественных галереях Лос-Анджелеса.

## Личная жизнь
Бейкер сначала был женат на Джоан Блэкман, с которой он познакомился, когда они оба учились в театральной школе. В 1984 году он женился на авторе текстов и песен Дори Превин. 